# 정공단
정공단(鄭公壇)은 부산광역시 동구 좌천동에 있는 제단이다. 1972년 6월 26일 부산광역시의 기념물 제10호로 지정되었다.

## 현지 안내문
조선 선조 25년(1592) 임진왜란이 일어났을 때, 부산진성을 지키며 군민과 함께 왜적과 장렬히 싸우다 성과 운명을 같이한 부산첨사 정발과 그를 따라 순절한 군민들의 충절을 기리고 있는 제단이다.
단의 중앙에는 ‘정공단’이라 새긴 비를 세우고, 서쪽에는 정발의 막료였던 이정헌, 동쪽에는 정발의 첩인 열녀 애향, 남쪽에는 군민들을 모셨으며, 남쪽 층계 밑에는 충직한 노복이었던 용월의 단을 마련해 두었다.
조선 영조 42년(1766) 당시 부산첨사로 있던 이광국이 단을 설치하여, 성이 함락되었던 음력 4월 14일에 제사를 지내도록 하였다. 일제시대에 와서는 민족혼을 일깨운다 하여 제단을 폐쇄하고 유물과 비품을 모두 몰수하였으나, 광복 후 새로이 단을 쌓고, 옛 비석을 되찾아 세운 후 다시 제사를 지내고 있다.

## 참고 문헌
- 이 문서에는 다음커뮤니케이션(현 카카오)에서 GFDL 또는 CC-SA 라이선스로 배포한 글로벌 세계대백과사전의 내용을 기초로 작성된 글이 포함되어 있습니다.

## 참고 자료
- 정공단 - 국가유산청 국가유산포털